# Abdó Poggi
Abdó Poggi, Abdon Poggi en francès, (Serrallonga, finals del segle xix - 1982) va ser un espardenyer i intel·lectual nord-català, poeta tant en francès com en català.

## Biografia
Va ser cofundador (amb Alfons Miàs, entre altres) i col·laborador del moviment Nostra Terra el 1936, i n'esdevingué president l'any següent, càrrec que retingué fins a la dissolució de l'entitat. Va ser un abrandat defensor de la puresa de la llengua. Publicà dos llibres de poesia, col·laborà a l'Almanac Català del Rosselló, La Tramontane, Nostra Terra... i intervingué en l'obra de col·leccionista L'àme de nos provinces françaises (Le legs du passé) Paris: La maison des artistes, 1939 fent el capítol dedicat al Rosselló.
Sembla que també va fer de tipògraf, granger i educador. La seva Serrallonga natal li dedicà un carrer.

## Obres
- Poemes vallespirencs
- Les Heures bénies, poèmes Céret: Roque, 1924
- Le théâtre populaire en Roussillon. Le "Ball d'en Serrallonga", article a Nouvelle Revue des Traditions Populaires II, 1 (gen-feb. 1950) p. 87-92